# Taipé Chinês nos Jogos Olímpicos de Verão de 1996
Taipé Chinês participou dos Jogos Olímpicos de Verão de 1996 em Atlanta, Estados Unidos.